# Procés gaussià

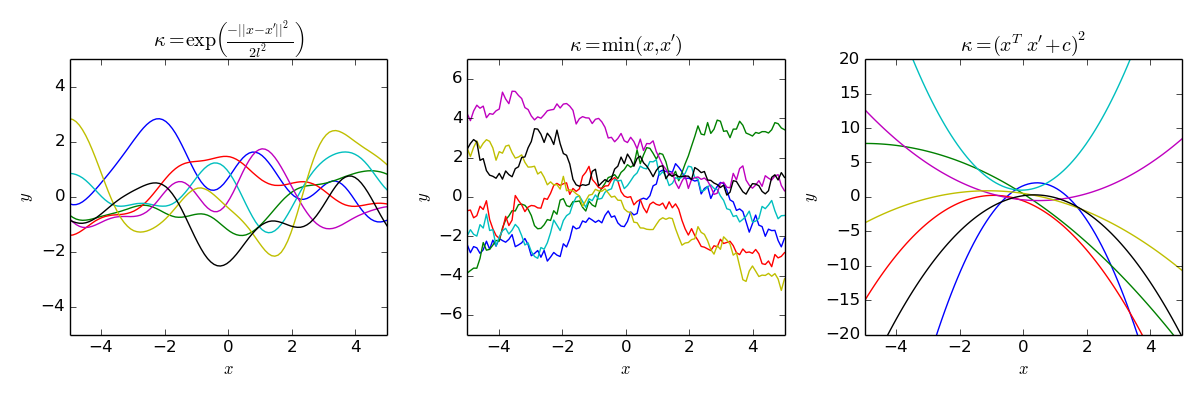
L'efecte de triar diferents nuclis sobre la distribució de funcions prèvia del procés gaussià. L'esquerra és un nucli exponencial al quadrat. El mitjà és brownià. La dreta és quadràtica.

En teoria i estadística de probabilitats, un procés gaussià és un procés estocàstic (una col·lecció de variables aleatòries indexades pel temps o l'espai), de manera que cada col·lecció finita d'aquestes variables aleatòries té una distribució normal multivariant, és a dir, cada combinació lineal finita d'aquestes és normalment. distribuïts. La distribució d'un procés gaussià és la distribució conjunta de totes aquelles (infinites) variables aleatòries, i com a tal, és una distribució sobre funcions amb un domini continu, per exemple, el temps o l'espai.
El concepte de processos gaussians rep el nom de Carl Friedrich Gauss perquè es basa en la noció de distribució gaussiana (distribució normal). Els processos gaussians es poden veure com una generalització de dimensions infinites de distribucions normals multivariables.
Els processos gaussians són útils en el modelatge estadístic, beneficiant-se de les propietats heretades de la distribució normal. Per exemple, si un procés aleatori es modela com un procés gaussià, les distribucions de diverses magnituds derivades es poden obtenir explícitament. Aquestes quantitats inclouen el valor mitjà del procés en un interval de temps i l'error en l'estimació de la mitjana utilitzant valors de mostra en un petit conjunt de temps. Si bé els models exactes solen escalar malament a mesura que augmenta la quantitat de dades, s'han desenvolupat múltiples mètodes d'aproximació que sovint mantenen una bona precisió alhora que redueixen dràsticament el temps de càlcul.
Un procés estocàstic continu en el temps {\displaystyle \left\{X_{t};t\in T\right\}} és gaussià si i només si per a cada conjunt finit d'índexs {\displaystyle t_{1},\ldots ,t_{k}} en el conjunt d'índexs {\displaystyle T}{\displaystyle \mathbf {X} _{t_{1},\ldots ,t_{k}}=(X_{t_{1}},\ldots ,X_{t_{k}})}és una variable aleatòria gaussiana multivariada. És el mateix que dir cada combinació lineal de {\displaystyle (X_{t_{1}},\ldots ,X_{t_{k}})} té una distribució normal univariada (o gaussiana).
Utilitzant funcions característiques de variables aleatòries, la propietat gaussiana es pot formular de la següent manera: {\displaystyle \left\{X_{t};t\in T\right\}} és gaussià si i només si, per a cada conjunt finit d'índexs {\displaystyle t_{1},\ldots ,t_{k}}, n'hi ha de valor real {\displaystyle \sigma _{\ell j}}, {\displaystyle \mu _{\ell }} amb {\displaystyle \sigma _{jj}>0} de manera que la següent igualtat val per a tots {\displaystyle s_{1},s_{2},\ldots ,s_{k}\in \mathbb {R} }{\displaystyle \operatorname {E} \left(\exp \left(i\ \sum _{\ell =1}^{k}s_{\ell }\ \mathbf {X} _{t_{\ell }}\right)\right)=\exp \left(-{\frac {1}{2}}\,\sum _{\ell ,j}\sigma _{\ell j}s_{\ell }s_{j}+i\sum _{\ell }\mu _{\ell }s_{\ell }\right),}on {\displaystyle i} denota la unitat imaginària tal que {\displaystyle i^{2}=-1} .
Els números {\displaystyle \sigma _{\ell j}} i {\displaystyle \mu _{\ell }} es pot demostrar que són les covariàncies i les mitjanes de les variables en el procés.